# محمد زغلول سلام
محمد زغلول سلام مفكر مصري، توفي في 8 يونيو 2013.

## الجوائز والأوسمة
- منحه الرئيس مبارك نوط الامتياز من الدرجة الأولى في الآداب في يناير، عام 1986.

## المؤهلات العلمية
- ليسانس الآداب - كلية الآداب تخصص أدب عربى- جامعة الإسكندرية 1949.
- درجة الماجستير في الآداب جامعة الإسكندرية الإسكندرية في موضوع (أثر الدراسات البيانية لأسلوب القرآن في تطور النقد الأدبي والبلاغة حتى نهاية القرن الرابع الهجري)1952.
- درجة الدكتوراه بمرتبة الشرف من كلية الآداب - جامعة الإسكندرية في موضوع (ضياء الدين بن الأثير وجهوده في البلاغة والنقد.

## التدرج الوظيفي
- مدرس بقسم اللغة العربية بجامعة القاهرة ثم بكلية الآداب بفرع الجامعة بالخرطوم، عام 1956.
- أستاذ مساعد بقسم اللغة العربية بكلية الآداب بفرع جامعة القاهرة بالخرطوم، عام 1961.
- رئيس قسم اللغة العربية بكلية الآداب بفرع جامعة القاهرة بالخرطوم، عام 1967.
- أعير إلى قسم اللغة العربية بكلية الآداب، جامعة الرياض، (1975: 1979).
- رئيس قسم اللغة العربية بكلية الآداب، جامعة الإسكندرية، عام 1979.
- عميد كلية الآداب، فرع جامعة الزقازيق ببنها، (1981-1985).
- أستاذ متفرغ بكلية الآداب، فرع جامعة الزقازيق ببنها، عام 1986.

## المؤتمرات التي شارك فيها
شارك في مجموعة من المؤتمرات العلمية في البلاد العربية منها: 
- مؤتمر اللغة العربية بجامعة الدول العربية.
- مؤتمر الأصالة والتجديد في بيروت، عام 1972.
- مؤتمر اللغة العربية بالرياض، عام 1978.
- مؤتمر المصطلح النقدى بمدينة فاس بالمغرب، عام 1986.

## الهيئات التي ينتمي إليها
- عضو لجنة الدراسات الأدبية واللغوية بالمجلس الأعلى للثقافة.

## مؤلفاته العلمية
قدم مجموعة من الأبحاث والمؤلفات من بينها: 
- أثر القرآن في تطور النقد والبلاغة، عام 1956.
- الأدب في العصر الأيوبى، عام 1966.
- الأدب في العصريين المملوكيين الأول والثاني، عام 1968.
- دراسات في القصة العربية الحديثة، عام 1985.
- المسرح والمجتمع، عام 1988.

هذا بالإضافة إلى مجموعة من الأبحاث التي قدمت في المؤتمرات الثقافية منها: 
- في تاريخ البلاغة مجلة فصول القاهرية، عام 1985.
- الأماكن في الشعر العربي الجاهلي، مؤتمر تاريخ الجزيرة العربية بالرياض، عام 1979.

## وصلات خارجية
نعي منشور في الأهرام